# Martin Walz
Martin Walz (* 6. Juli 1964 in Zürich, Schweiz) ist ein Schweizer Regisseur, Drehbuchautor und Schauspieler. Er lebt in Berlin.

## Leben
Martin Walz wurde in Zürich geboren und wuchs dann in West-Berlin auf. Er nahm Schauspielunterricht und war ab Anfang der 1980er Jahre in einigen Filmen zu sehen. Ab 1988 wurde er als Regisseur und Drehbuchautor tätig. 1998 gründete er mit Sigrid Hoerner und Anne Leppin die Moneypenny Filmproduktion. Seit den 2010er Jahren ist er als Fotograf tätig.

## Filmografie (Auswahl)

### Als Schauspieler
- 1980: Das Boot ist voll
- 1983: Rote Erde (Fernsehserie, 2 Folgen)
- 2000: Paradiso – Sieben Tage mit sieben Frauen

### Als Regisseur
- 1990: Die Wette (+ Drehbuchautor)
- 1996: Kondom des Grauens (+ Drehbuchautor)
- 1997: Liebe Lügen (+ Drehbuchautor)
- 1999: Die Bademeister – Weiber, saufen, Leben retten
- 1999: Apokalypso (+ Drehbuchautor)
- 2000: Die Verwegene – Kämpfe um deinen Traum
- 2002: Schulmädchen (Fernsehserie, eine Folge)
- 2008: Märzmelodie (+ Drehbuchautor)